# トロピカル幾何学

A tropical cubic curve

トロピカル幾何学（英語: Tropical geometry）は南米ではじまった新しい演算規則に関わる幾何学のことで、和を最小値関数（または最大値関数）、積を通常の和に変更したものである。特にアメーバや代数幾何学や超離散との関連が深い。トロピカルという呼称は、ブラジル人数学者・計算機科学者のイムレ・シモンに因む。

## 定義
{\displaystyle \mathbb {R} \cup \{\infty \}} に以下の演算
{\displaystyle x\oplus y=\min\{\,x,y\,\},}
{\displaystyle x\otimes y=x+y}
を入れると、∞を零元、0を単位元とする可換な冪等半環となる。{\displaystyle (\mathbb {R} \cup \{\infty \},\oplus ,\otimes )} をトロピカル半環（あるいは min-plus 代数）という。（{\displaystyle \mathbb {R} \cup \{-\infty \}} に最大値関数による和、通常の和による積を入れたものをトロピカル半環ということもある。）
トロピカル半環上の多項式をトロピカル多項式という。トロピカル多項式の和と積は次数ごとに上と同様に定義する。トロピカル多項式は、関数としては区分線形な関数であるが、その関数の可微分でない点をトロピカル多項式の零点という。零点集合はトロピカル超曲面をなす。